# Deportivo Alavés
Deportivo Alavés er en spansk fodboldklub fra Vitoria i Baskerlandet der spiller i den bedste række, La Liga. Klubben har spillet flere sæsoner i La Liga og var i 2001 i UEFA Cup-finalen, som de tabte til Liverpool FC.

## Historie
Klubben blev grundlagt i 1921, men var i flere år den lille klub i Baskerlandet efter Real Sociedad og Athletic Bilbao. I 1930 lykkedes det for første gang klubben at komme op i den bedste række. Det blev i den omgang til 3 sæsoner i La Liga.
I midten af 1980'erne var klubben på randen af konkurs, der kun i sidste øjeblik blev afværget ved at sælge den senere spanske landsholdsmålmand Andoni Zubizarreta.
I 1998/1999 rykkede klubben atter op i La Liga, og denne gang blev det den mest succesfulde periode i klubbens historie. Klubben fik uvant høje placeringer (en 6. plads i 1999/2000 og en 7. plads i 2001/2002) og spillede i 2000-2001 med i UEFA Cuppen, hvor den nåede til finalen. Her måtte man dog strække våben mod Liverpool FC efter forlænget spilletid. I 2003 rykkede klubben ud af La Liga, men i 2005 rykkede den op igen. Det blev dog kun for en enkelt sæson, og klubben ligger pt. i La Liga.

## Titler
UEFA Cup:
- Sølv (1): 2000/01

## Kendte spillere
- Andoni Zubizarreta
- Jordi Cruyff
- Cosmin Contra
- Dan Eggen
- John Aloisi